# Mégane Simons
Mégane Simons (13 september 1994) is een Belgisch voormalig hockeyster.

## Levensloop
Simons verdedigde de kleuren van Braxgata. Met deze club werd ze tweemaal landskampioen (2016 en 2017) en won ze in 2018 de Club Challenge I. Na seizoen 2017-'18 verliet ze deze club om studies aan de Hult International Business School te San Francisco aan te vatten.
Daarnaast was ze actief bij het Belgisch hockeyteam. Met de Red Panthers nam ze onder meer deel aan het Europees kampioenschap van 2015.
Haar zus Maïté is eveneens actief in het hockey.